# Souleymane Diallo (futbolista)
Souleymane Diallo (en árabe: سليمان ديالو‎; Nuakchot, Mauritania, 2 de diciembre de 1987) es un exfutbolista de Mauritania que jugaba en la posición de guardameta.

## Carrera

### Club
| Periodo   | Club             |
| --------- | ---------------- |
| 2005-2008 | ASAC Concorde    |
| 2008-2015 | FC Tevragh-Zeina |
| 2015-2016 | ASC Ksar         |
| 2016-2017 | FC Nouadhibou    |
| 2017-2019 | FC Tevragh-Zeina |

### Selección nacional
Jugó para Mauritania en 76 ocasiones de 2006 a 2019, siendo el jugador con más apariciones con la selección nacional.

## Logros
- Copa de Mauritania (1): 2017